# Аннемік де Ган
Аннемік де Ган (нід. Annemiek de Haan, 15 липня 1981) — нідерландська веслувальниця, олімпійська медалістка.

## Виступи на Олімпіадах
| Олімпіада   | Дисципліна                     | Місце |
| ----------- | ------------------------------ | ----- |
| Афіни 2004  | вісімка розстібна зі стерновим | 3     |
| Пекін 2008  | вісімка розстібна зі стерновим | 2     |
| Лондон 2012 | вісімка розстібна зі стерновим | 3     |